# يورغن إيفرز
يورغن إيفرز (بالألمانية: Jürgen Evers)‏ هو عداء سريع ألماني، ولد في 29 أبريل 1965 في شتوتغارت في ألمانيا.

## وصلات خارجية
- يورغن إيفرز على موقع الاتحاد الدولي لألعاب القوى (الإنجليزية)
- يورغن إيفرز على موقع أوليمبيديا (الإنجليزية)